# Vedat İdil
Vedat İdil (* 1946 in Manisa) ist ein türkischer Klassischer Archäologe.
Vedat İdil studierte ab 1964 Klassische Archäologie an der Universität Ankara bei Ekrem Akurgal und war dort als Assistent tätig. 1975 wurde er mit einer Arbeit zu den korinthischen Kapitellen der römischen Kaiserzeit in Kleinasien promoviert. 1982 erfolgte die Habilitation mit einer Arbeit zu den lykischen Sarkophagen und die Ernennung zum Dozenten, von 1989 bis zu seinem Ruhestand lehrte er als Professor für Klassische Archäologie an der Universität Ankara.
Er nahm an Ausgrabungen in Alt-Smyrna, Erythrai, Samosata und Stratonikeia teil. Von 1982 bis 1984 grub er in Kyme (Aiolis) aus, von 1990 bis 2010 leitete er die Ausgrabungen in Nysa am Mäander.

## Veröffentlichungen (Auswahl)
- Anadolu'da Roma İmparatorluk Çağı Korinth Başlıkları. In: Anadolu / Anatolia 20, 1976–1977 [1984], S. 1–49 (Digitalisat).
- Likya Lahitleri. Türk Tarih Kurumu Basımevi, Ankara 1985.
- Neue Ausgrabungen im aeolischen Kyme. In: Belleten. Türk Tarih Kurumu Band 53, 1989, S. 525–543 (Digitalisat).
- Ankara. Tarihi Yerler ve Müzeler. Net Turistik Yayınlar, Istanbul 1993, ISBN 975-479-169-4 = Ankara. The ancient sites and museums. Net Turistik Yayınlar, Istanbul 1993, ISBN 975-479-159-7.
- Nysa ve Akharaka / Nysa and Acharaca. Yaşar Eğitim ve Kültür Vakfı, Istanbul 1999, ISBN 975-6934-04-2.